# Lovefinder
Lovefinder – album muzyczny Noviki zawierający dwanaście utworów.
Utwory powstały we współpracy m.in. z Michałem Królem, Maximilianem Skibą, Bogdanem Kondrackim, Piotrem Waglewskim, Wojtkiem Urbańskim i Tomaszem Ziętkiem. Gościnnie jako wokalistki w jednym z utworów występują Kasia Kurzawska oraz Iza Kowalewska. Wśród muzyków znaleźli się Tomasz Duda (klarnet basowy), Andrzej Rajski (perkusja) i Wojciech Traczyk (kontrabas).

## Lista utworów
Opracowano na podstawie materiału źródłowego.
1. „Miss Mood” – 3:31
2. „Glamour” – 3:46
3. „Loverfinder” – 4:33
4. „Mothers Duty” – 4:04
5. „Strangers” – 3:18
6. „Daily Routines” – 3:20
7. „When It's All Too Much” – 3:27
8. „Perfect Beach” – 4:11
9. „Forever Girl” – 3:44
10. „Kinds Of Love” – 3:32
11. „Round The Bar” – 4:12
12. „Żabka” – 3:58

## Pozycje na listach
| Lista | Kraj   | Pozycja |
| ----- | ------ | ------- |
| OLiS  | Polska | 6       |